# Twierdzenie Rainwatera
Twierdzenie Rainwatera – w analizie funkcjonalnej, twierdzenie mówiące, że ciąg ograniczony {\displaystyle (x_{n})_{n=1}^{\infty }} w przestrzeni Banacha {\displaystyle X} jest słabo zbieżny do pewnego elementu {\displaystyle x\in X} wtedy i tylko wtedy, gdy dla każdego punktu ekstremalnego {\displaystyle f} kuli jednostkowej przestrzeni sprzężonej {\displaystyle X^{*}} zachodzi warunek
{\displaystyle \lim _{n\to \infty }\langle f,x_{n}\rangle =\langle f,x\rangle }.
Innymi słowy, twierdzenie Rainwatera mówi, że w celu badania słabej zbieżności ciągu w przestrzeni Banacha wystarczy ograniczyć się do sprawdzania słabej zbieżności na punktach ekstremalnych kuli dualnej. Twierdzenie zostało udowodnione przez grupę matematyków publikujących pod wspólnym pseudonimem John Rainwater.

## Zastosowanie do przestrzeni funkcji ciągłych
Niech {\displaystyle K} będzie zwartą przestrzenią Hausdorffa oraz niech {\displaystyle C(K)} oznacza przestrzeń Banacha rzeczywistych funkcji ciągłych na {\displaystyle K} z normą supremum. Punkty ekstremalne kuli jednostkowej przestrzeni sprzężonej {\displaystyle C(K)^{*}} są postaci {\displaystyle \pm \delta _{x},} gdzie {\displaystyle \langle \delta _{x},f\rangle =f(x)} {\displaystyle (x\in K,f\in C(K)).} Z twierdzenia Rainwatera wynika, że jeżeli ograniczony ciąg {\displaystyle (f_{n})_{n=1}^{\infty }} elementów przestrzeni {\displaystyle C(K)} jest zbieżny punktowo do pewnej funkcji ciągłej {\displaystyle f,} to jest on zbieżny do {\displaystyle f} w słabej topologii przestrzeni {\displaystyle C(K)}.